# Arman Hall
Arman Hall (Gainesville, 12 de fevereiro de 1994) é um velocista e campeão olímpico e mundial norte-americano especializado nos 400 metros rasos.
Foi bicampeão mundial júnior e medalha de prata em Barcelona 2012 integrando os revezamentos 4x100 m  e 4x400 m americanos, campeão mundial no 4x400 m no Mundial de Moscou 2013 e campeão olímpico na Rio 2016 integrando o revezamento 4x400 m que ganhou a medalha de ouro junto com LaShawn Merritt, Tony McQuay e Gil Roberts.